# Джекс, Роберт
Ро́берт «Ро́б» Ни́к Дже́кс (англ. Robert 'Rob' Nick Jacks; 9 августа 1959, Монтерей, Калифорния — 8 августа 2001, Остин) — американский актёр и музыкант, наиболее всего известный по роли маньяка Кожаного лица в слэшере «Техасская резня бензопилой 4: Новое поколение».
Скончался 8 августа 2001 года в Остине от аневризмы брюшного отдела аорты.

## Биография
Джекс родился 9 августа 1959 года в городе Монтерей в штате Калифорния, США. С раннего детства Джекс дружил с Вигго Мортенсеном, который, как и Джекс, стал актёром. По огромному совпадению, в 1990 году Вигго исполнил роль Текса, одного из главных антагонистов фильма «Кожаное лицо: Техасская резня бензопилой 3».
8 августа 2001 года Роберт скончался в возрасте 41 года от аневризмы брюшного отдела аорты в Остине в штате Техас в США. Точно таким же заболеванием страдал и отец Роберта. Джекс не дожил всего один день до своего 42-летия.

## Карьера
Дебют Джекса в кино состоялся в 1988 году. Он исполнил роль Перетца в биографическом драматическом фильме «Война Ханны».
В 1994 году Роберт исполнил первую главную роль в своей карьере — он исполнил роль маньяка Кожаного лица в слэшере «Техасская резня бензопилой 4: Новое поколение». Версия Кожаного лица, сыгранная Робертом, является самой спорной среди всех остальных версий маньяка в других фильмах. Также, многие негативно отреагировали на версию Кожаного лица Роберта из-за его открытого трансвестизма. Как заявила актриса Рене Зеллвегер, она сдружилась с Робертом во время съёмок и, узнав о его смерти, была очень расстроена. Также, Роберт стал автором саундтрека к фильму.
В 2002 году Джекс исполнил свою посмертную эпизодическую роль Робби в фэнтезийном фильме «Мост тролля».

## Фильмография
| Год  |   | Русское название                              | Оригинальное название                        | Роль           |
| ---- | - | --------------------------------------------- | -------------------------------------------- | -------------- |
| 1988 | ф | Война Ханны                                   | Hanna's War                                  | Перетц         |
| 1990 | ф | Бездельник                                    | Slacker                                      | владелец клуба |
| 1991 | ф | Страшное кино                                 | Scary Movie                                  | дебошир        |
| 1994 | ф | Техасская резня бензопилой 4: Новое поколение | Texas Chainsaw Massacre: The Next Generation | Кожаное лицо   |
| 2002 | в | Мост тролля                                   | A Troll's Bridge                             | Робби          |